# 광운 (십국)
광운(廣運, 974년 1월 ~ 979년 5월)은 북한(北漢) 영무제(英武帝) 유계원(劉繼元)의 연호이다. 5년 5개월 가량 사용하였다. 광운 6년(979년) 5월, 북송의 정벌 전쟁에서 패하여, 북한이 멸망하였다. 이후, 영무제는 변경(汴京)에 입조하여, 항복을 하게된다. 

## 개원
- 천회(天會) 17년(974년) 1월에 연호를 광운(廣運)으로 개원함.[1][2][3]

- 광운(廣運) 6년 5월 5일[4](979년 6월 2일)에 북한이 멸망하여, 광운 연호의 사용이 중지됨.[5][2][3]

## 연대 대조표
| 광운       | 원년           | 2년        | 3년                          | 4년        | 5년        | 6년                  |
| 서기(西紀) | 974년          | 975년      | 976년                        | 977년      | 978년      | 979년                |
| 간지(干支) | 갑술(甲戌)     | 을해(乙亥) | 병자(丙子)                   | 정축(丁丑) | 무인(戊寅) | 기묘(己卯)           |
| 북송(北宋) | 개보(開寶) 7년 | 8년        | 9년 태평흥국 (太平興國) 원년 | 2년        | 3년        | 4년                  |
| 요(遼)     | 보녕(保寧) 6년 | 7년        | 8년                          | 9년        | 10년       | 11년 건형(乾亨) 원년 |

## 참고 자료
- 다른 왕조의 같은 연호
  - 후량(後梁, 서량) 광운(廣運, 586년 ~ 587년)
  - 서하(西夏) 광운(廣運, 1034년 ~ 1036년)
  - 대리국(大理國) 광운(廣運, 1138년 ~ 1147년)

- 중국의 연호 목록